# Franz Binder
Pour les articles homonymes, voir Binder.
Franz Binder, né le 1er décembre 1911 et mort le 24 avril 1989, est un joueur puis entraîneur de football autrichien. Il évoluait au poste d'attaquant.

## Biographie

### Carrière en club
Né dans une famille pauvre de Sankt Pölten le 1er décembre 1911, il travaille dur pouvoir nourrir sa famille. Mais Son attachement au football et ses aptitudes physiques vont le conduire tout droit vers le monde du ballon rond. L'autrichien possède une frappe hors du commun telle que les filets de l' 
époque, avaient, tendance à se déchirer lorsque le ballon venait caresser le pied de  Bimbo . 
Binder joue toute sa
carrière au SK Rapid Vienne, où il évolue de 1930 à 1949. Avec ce club, il remporte le championnat d'Autriche à quatre reprises. 
Buteur prolifique, il est par trois fois meilleur buteur du championnat. Il réalise sa meilleure performance lors de la saison 1936-1937, où il inscrit 29 buts en championnat.
En 1941, il remporte aussi avec son club le championnat d'Allemagne, grâce à une victoire 4-3 face à Schalke 04, au cours de laquelle il inscrit trois buts. 

### Carrière internationale
Binder compte 14 sélections avec l'équipe d'Autriche (pour 11 buts) entre 1933 et 1937. Le 11 juin 1933, il inscrit deux buts face à l'équipe de Belgique à l'occasion de sa première sélection. Le 8 novembre 1936, il inscrit à nouveau deux buts, cette fois-ci contre la Suisse.
À la suite de l'Anschluss, il dispute neuf matchs avec l'équipe d'Allemagne (pour 10 buts) entre 1941 et 1943. Avec la sélection allemande, il inscrit deux triplés : le premier, le 12 novembre 1939 face à la Bohême, et le second, le 26 novembre 1939 contre l'Italie. Il inscrit encore deux buts face aux Italiens le 5 mai 1940. En 1939, il porte une fois le brassard de capitaine de la sélection allemande.
De 1945 et 1947, il fait son retour en sélection autrichienne, avec laquelle il dispute cinq nouveaux matchs et porte son bilan à 19 matchs et 16 buts,. À cette occasion, il inscrit deux nouveaux doublés : contre la Tchécoslovaquie le 27 octobre 1946, et contre la Hongrie le 14 septembre 1947. Durant cette période, il porte à trois reprises le brassard de capitaine de la sélection autrichienne.
Tout au long de sa carrière, il a marqué 1202 buts en 833 matchs et est l'un des rares à l'avoir fait comme Lajos Tichy (1917+ buts), Josef Bican (1813+ buts), Erwin Helmchen (en) (1611+ buts), Ferenc Puskás (1569+ buts), Gerd Müller (1483 buts),  Ferenc Deák (1375+ buts), Pelé (1324 buts) et József Takács (1218 buts).

### Carrière d'entraîneur
Après sa retraite de joueur, Binder devient entraîneur. Il dirige de nombreux clubs, parmi lesquels le SSV Jahn Ratisbonne, le PSV Eindhoven, le 1. FC Nuremberg, le TSV 1860 Munich ou encore le Rapid Vienne.

## Palmarès
- Championnat d'Autriche en 1935, 1938, 1946 et 1948 avec le Rapid Vienne
- Champion d'Allemagne en 1941 avec le Rapid Vienne
- Vainqueur de la Gauliga Ostmark en 1940 avec le Rapid Vienne
- Vainqueur de la Coupe d'Autriche en 1946 avec le Rapid Vienne
- Vainqueur de la Coupe d'Allemagne en 1938 avec le Rapid Vienne
- Meilleur buteur du championnat autrichien en 1933 (25 buts), 1937 (29 buts) et 1938 (22 buts)[7]
- Meilleur buteur de Gauliga en 1939 (27 buts), 1940 (18 buts) et 1941 (27 buts)